# Лабораторна вулиця (Київ)
Лаборато́рна ву́лиця — вулиця в Печерському i Голосіївському районах міста Києва, місцевість Нова Забудова. Пролягає від вулиці Василя Тютюнника до Ямської вулиці.
Прилучаються вулиці Предславинська, Велика Васильківська, Антоновича і Казимира Малевича.

## Історія
Вулиця виникла в першій половині XIX століття під такою ж назвою (від артилерійської лабораторії, розташованої поблизу початку вулиці). У 1928 році з нагоди 25-річчя проведення II з'їзду РСДРП і на відзнаку перебування у Києві в 1903–1904 роках сім'ї Ульянових: брата Володимира Ілліча Леніна — Дмитра Ілліча, сестер Ганни Іллівни і Марії Іллівни, матері Марії Олександрівни отримала назву вулиця Ульянових (підтверджено 1944 року).
Сестри і мати жили на цій вулиці в будинку № 12, у якому в радянський час знаходився Музей-квартира родини Ульянових (будинок знесено 2004 року).
У будинку № 11 жила тітка Лесі Українки — Олена Антонівна Косач. Тут оселилися родина Судовщикових, зокрема Олександра Євгеніївна, українська письменниця, відоміша під псевдонімом Грицько Григоренко (1867–1924). Тут збиралися члени літературного гуртка «Плеяда». Історичну назву вулиці відновлено 2009 року.

## Утрачені пам'ятки
- Будинок № 7 — особняк Є. Свєшникової (1900—1901 рр., арх. А. Краусс). Пам'ятка історії та архітектури. Двоповерховий цегляний будинок на високому цоколі, з наріжними балконом, еркером і вежкою зі шпилем. У 1919-22 тут, у квартирі № 6 на другому поверсі, жив Сеспель Мішші — поет, зачинатель чуваської радянської літератури. На фасаді була меморіальна дошка М. Сеспелю (1968, арх. В. Шевченко).[4] Пам'ятку, попри охоронний статус, було знесено 2014 року в ході «розчищення» забудови Лабораторної вулиці з метою спорудження житлового комплексу «Метрополь» (власник — О. Глімбовський[5]). Охоронну і меморіальну дошки також утрачено.
- Будинок № 9-б — особняк родини Кіців (кінець ХІХ ст.). Пам'ятка містобудування й архітектури місцевого значення (охоронний номер № 628-Кв, занесено до переліку пам'яток Наказом Міністерства культури і туризму України № 706/0/16-10 від 15 вересня 2010 року). 2019 року  Окружний адміністративний суд міста Києва задовольнив позов забудовника ЖК «Метрополь» про зняття пам'ятки з обліку. На території ділянки ще раніше було розпочато спорудження багатоповерхових будинків. 9 листопада 2019 року особняк знесено, на його місці також зведено нову будівлю.[6]
- Будинок № 12 — особняк, у якому проживала родина Ульянових (кінець ХІХ — початок ХХ ст.). У глибині ділянки, з відступом від червоної лінії забудови вулиці. Двоповерховий, дерев'яний, з напівпідвалом, тинькований, з невеликими віконними прорізами і високим цоколем. У 1903—1904 роках тут мешкали мати В. Леніна Марія Ульянова та його сестри Анна і Марія — російські революціонерки-марксистки (до 30 жовтня 1903 жили на Кудрявській вул., 10). Уночі проти 2 січня 1904 сестер заарештовано за підпільну антиурядову діяльність і ув'язнено до Лук'янівської тюрми. Після звільнення їх улітку того ж року Ульянови виїхали з Києва. У 1975-76 рр. проведено повну реконструкцію будинку з відтворенням його первісного вигляду. У трьох невеликих кімнатах на другому поверсі, де проживали Ульянови, 21 грудня 1977 відкрито Меморіальну квартиру-музей Ульянових. В його фондах налічувалося бл. 400 експонатів, у т. ч. меблі, посуд, особисті речі, фотокопії документів. На фасаді будинку було встановлено мармурові меморіальні дошки — в 1947, у 1970; 1981 року замінено на бронзову дошку з барельєфними портретами Ульянових (скульпторка В. Дяченко, архітектор В. Гнєздилов). В останні роки існування будинку тут містилися дитяча бібліотека «Веселка» та камерний хор «Київ».[7] Після знесення пам'ятки на її місці ведеться спорудження житлового комплексу Washington Concept House компанії SAGA Development[8].

## Установи та заклади
- Інститут східних мов Київського національного лінгвістичного університету (№ 5/17)
- Ліберальна партія України (№ 11)
- Педагогічне видавництво «Плеяди» (№ 26а)

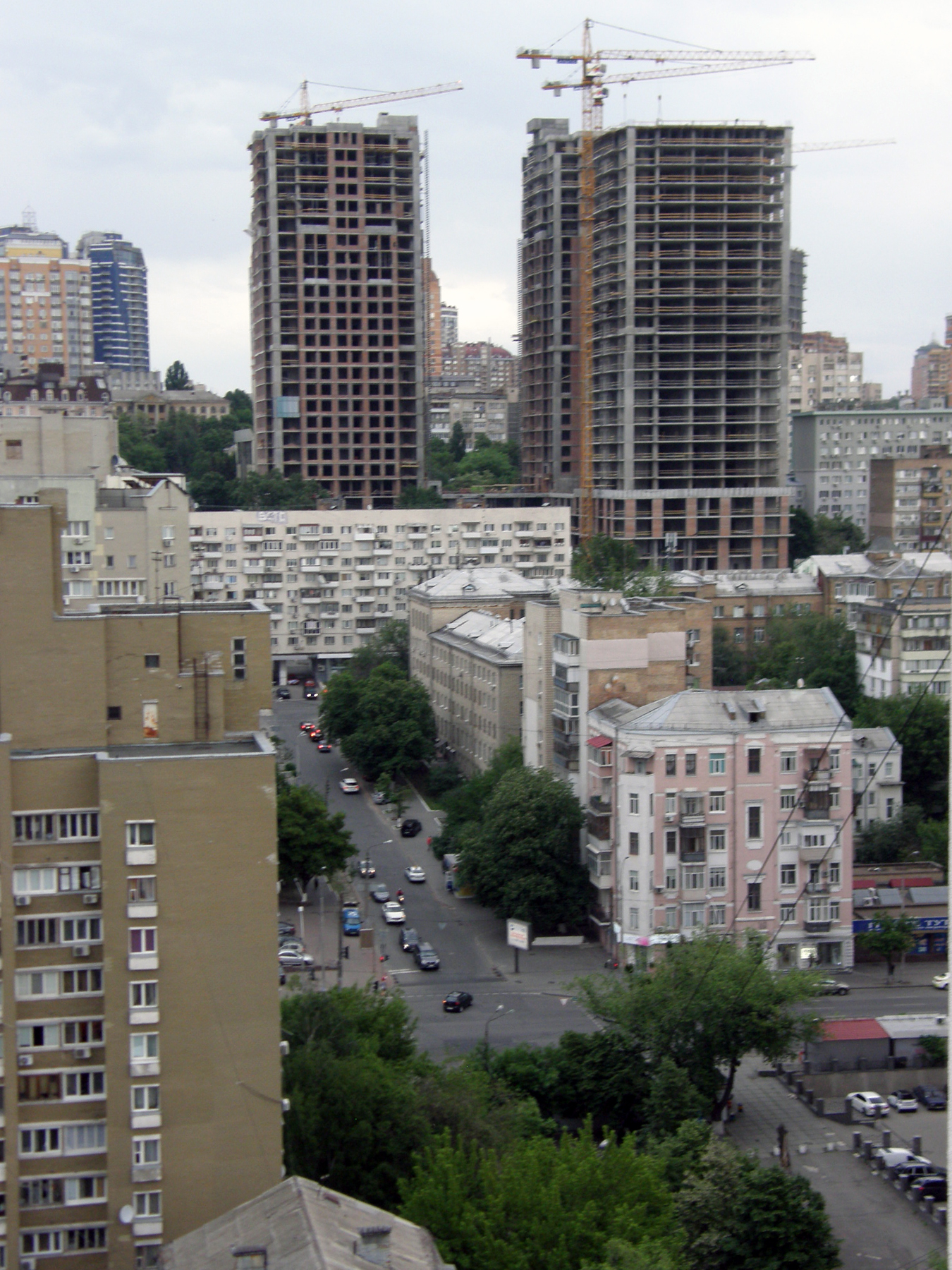
частина вулиці нижче вул. Великої Васильківської